# Avaray
Avaray – miejscowość i gmina we Francji, w Regionie Centralnym, w departamencie Loir-et-Cher.
Według danych na rok 1990 gminę zamieszkiwały 514 osoby, a gęstość zaludnienia wynosiła 37 osób/km² (wśród 1842 gmin Regionu Centralnego Avaray plasuje się na 673. miejscu pod względem liczby ludności, natomiast pod względem powierzchni na miejscu 943.).